# تقویه
تقویه، روستایی از توابع بخش خضرآباد شهرستان اشکذر در استان یزد ایران است.

## جمعیت
این روستا در دهستان کذاب قرار دارد و براساس سرشماری مرکز آمار ایران در سال ۱۳۸۵، جمعیت آن ۹۰ نفر (۲۸خانوار) بوده‌است.